# Haweli

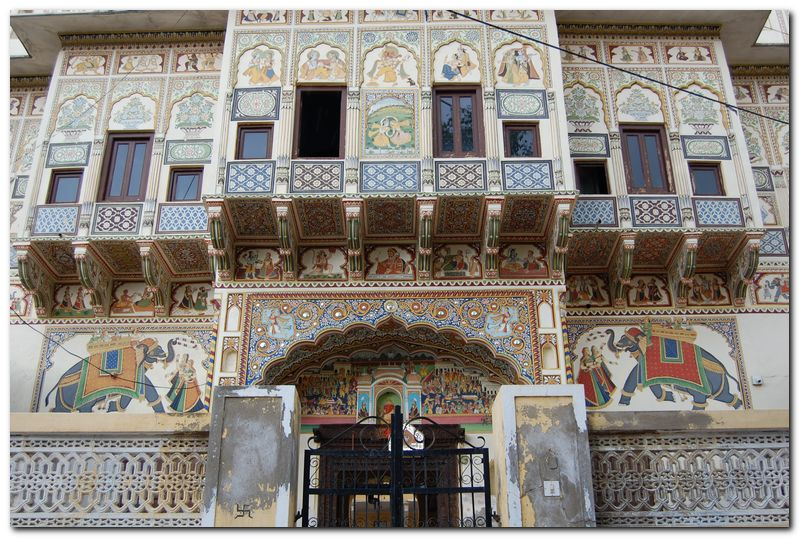
Haweli

Haweli, haveli urdu: حویلی, hindi: हवेली) - typ rezydencji arystokracji radżpuckiej i kupców marwarskich, występujących zwłaszcza w Radżastanie w północnych Indiach. Niektóre z najbardziej znanych haweli, ozdobione często freskami, są obecnie udostępnione do zwiedzania. Haveli w Pakistanie i północnych Indiach zbudowane  są najczęściej w stylu muzułmańskim, z wewnętrznym patio, niekiedy również z fontanną. Wiele haweli w stylu mogolskim zachowało się również w starej części Lahore i Delhi. 

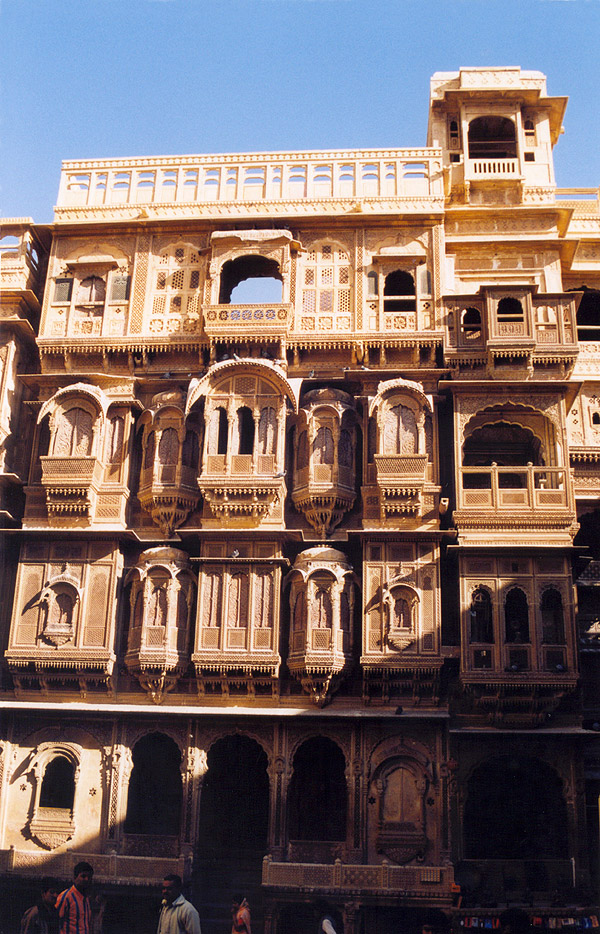
Typowa haweli w Jaisalmerze.

Termin haweli jest pochodzenia perskiego, znaczy dosłownie "zamknięte miejsce", pierwotnie oznaczał rodzaj świątyni wisznuickiej w Gudżaracie. Niektóre z tego typu budowli kultowych są słynne ze wspaniałych fresków przedstawiających bogów, boginie, zwierzęta lub sceny mitologiczne i historyczne, również z czasów kolonialnych.
W późniejszym okresie  bogaci kupcy marwarscy wzorowali na tego typu budowlach swoje siedziby, stanowiące również oznakę ich zamożności i znaczenia.
Terenem szczególnie obfitującym w haveli ozdobione freskami o wysokiej wartości artystycznej jest region Shekhawati  w północnym Radżastanie, przyciągający licznych turystów. 
Typowe haveli w regionie Shekhawati posiadały dwa wewnętrzne dziedzińce — zewnętrzny dla mężczyzn, zaś wewnętrzny zarezerwowany dla kobiet. Największe haweli miały trzy, a nawet cztery dziedzińce. W chwili obecnej większość haveli jest opuszczona i zaniedbana. 
Oprócz fresków, innym częstym elementem ozdobnym jest jharokha, rodzaj bogato rzeźbionego balkonu. Jedną z funkcji tych balkoników było umożliwienie kobietom obserwowanie życia ulicznego nie będąc widzianymi.